# جون بيتر بارنز
جون بيتر بارنز (بالإنجليزية: John Peter Barnes)‏ هو قاضي ومحامي أمريكي، ولد في 15 مارس 1881، وتوفي في 10 أبريل 1959.